# NGC 4698
NGC 4698 est une galaxie spirale  située dans la constellation de la Vierge. Sa vitesse par rapport au fond diffus cosmologique est de 1 335 ± 23 km/s, ce qui correspond à une distance de Hubble de 19,7 ± 1,4 Mpc (∼64,3 millions d'al). NGC 4698 a été découverte par l'astronome germano-britannique William Herschel en 1784.
La classe de luminosité de NGC 4698 est I-II et elle présente une large raie HI. C'est aussi une galaxie LINER, c'est-à-dire une galaxie dont le noyau présente un spectre d'émission caractérisé par de larges raies d'atomes faiblement ionisés. De plus, c'est une galaxie active de type Seyfert 2.

## Distance de NGC 4698
À ce jour, 28 mesures non basées sur le décalage vers le rouge (redshift) donnent une distance de 22,448 ± 6,769 Mpc (∼73,2 millions d'al), ce qui est à l'intérieur des valeurs de la distance de Hubble.
Cependant cette galaxie, comme plusieurs de l'amas de la Vierge, est relativement rapprochée du Groupe local et on obtient souvent une distance de Hubble très différente en raison de leur mouvement propre dans le groupe où dans l'amas où elles sont situées. La distance de 22,448 Mpc est peut-être plus près de la réalité et si c'est le cas l'écart entre ces deux valeurs indique que NGC 4698 se dirige vers le centre de l'amas en direction de la Voie lactée. Notons que c'est avec la valeur moyenne des mesures indépendantes, lorsqu'elles existent, que la base de données NASA/IPAC calcule le diamètre d'une galaxie.

## Une galaxie anémique
En raison de son mouvement dans le milieu intergalactique dans l'amas de la Vierge, NGC 4698 subit une pression dynamique qui la dépouille de ses gaz. Elle présente donc peu d'hydrogène neutre et un faible taux de formation d'étoiles. Elle est donc qualifiée de galaxie anémique comme plusieurs galaxies spirales de l'amas de la Vierge.

## Morphologie

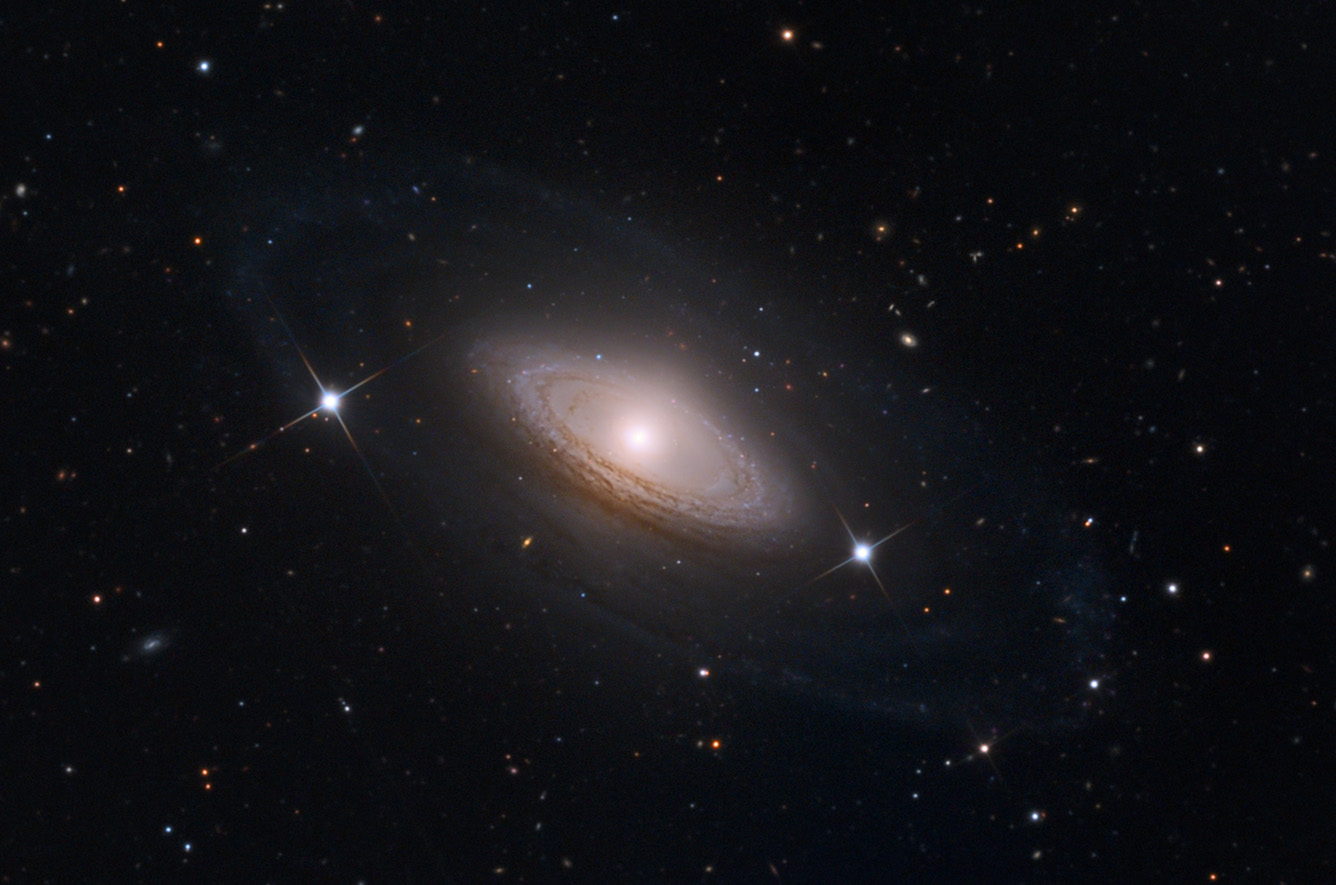
NGC 4698 par Adam Block (Observatoire du mont Lemmon/Université de l'Arizona).

### Classification et caractéristiques
NGC 4698 a été utilisée par Gérard de Vaucouleurs comme une galaxie de type morphologique (R)SA(r)a dans son atlas des galaxies,.
Eskridge, Frogel et Pogge ont publié un article en 2002 décrivant la morphologie de 205 galaxies spirales ou lenticulaires rapprochées. Les observations ont été réalisées dans la bande H de l'infrarouge et dans la bande B (le bleu). Selon Eskridge et ses collègues, NGC 4698 est de type Sa dans la bande B et S(r)a dans la bande H. NGC 4698 est vue presque de face. Son noyau ponctuel brillant est encastré dans un grand bulbe lumineux. Les isophotes du bulbe sont circulaires. Un disque lisse entoure le bulbe. Il n'u a aucun signe de formation d'étoiles dans cette galaxie, mais il y a des caractéristiques dans le disque qui pourraient être soit des bras spiraux très étroitement enroulés, soit un anneau.

### Un disque entourant le noyau
On sait depuis au moins l'année 1999 que NGC 4698 renferme une structure allongée perpendiculairement au grand axe de son disque. Cette composante stellaire est caractérisée par un plateau central de vitesse nulle. Cet inédit découplage géométrique et cinématique suggère qu'un second événement important s'est produit dans la formation de cette galaxie.
Les propriétés géométriques et photométriques observées soutiennent un scénario dans lequel ce disque nucléaire est le résultat final de l'acquisition par son bulbe de gaz externe à la galaxie sur le plan perpendiculaire à l'axe le plus court de son disque. La formation d'étoiles qui a suivi s'est déroulée de façon homogène. Cette formation d'étoiles a pris fin il y a environ cinq milliards d'années.

## Trou noir supermassif
Selon une étude publiée en 2009 et basée sur la vitesse interne de la galaxie mesurée par le télescope spatial Hubble, la masse du trou noir supermassif au centre de NGC 4698 serait comprise entre 43 millions et 89 millions de {\displaystyle M_{\odot }}.
Selon les auteurs d'un article publié en 2012, la connaissance de la masse d'un trou noir central et du taux d'accrétion par celui-ci permet d'estimer le taux de formation d'étoiles dans la région centrale des galaxies de type Seyfert. Ce taux pour NGC 4698 serait à l'intérieur et à l'extérieur d'un rayon de 1 kpc respectivement de 0,005 1 {\displaystyle M_{\odot }}/an  et de 0,074 {\displaystyle M_{\odot }}/an
.

## Groupe de M60 et l'amas de la Vierge
NGC 4698 apparait dans une liste de 227 galaxies d'un article publié par Abraham Mahtessian. Cette liste comporte plus de 200 galaxies du New General Catalogue et une quinzaine de galaxies de l'Index Catalogue. On retrouve dans cette liste 11 galaxies du Catalogue de Messier, soit M49, M58, M60, M61, M84, M85, M87, M88, M91, M99 et M100.
Toutes les galaxies de la liste de Mahtessian ne constituent pas réellement un groupe de galaxies. Ce sont plutôt plusieurs groupes de galaxies qui font tous partie d'un amas galactique, l'amas de la Vierge. Pour éviter la confusion avec l'amas de la Vierge, on peut donner le nom de groupe de M60 à cet ensemble de galaxies, car c'est l'une des plus brillantes de la liste. L'amas de la Vierge est en effet beaucoup plus vaste et compterait environ 1300 galaxies, et possiblement plus de 2000, situées au cœur du superamas de la Vierge, dont fait partie le Groupe local,.
De nombreuses galaxies de la liste de Mahtessian se retrouvent dans onze groupes décrits dans un article d'A.M. Garcia , soit le groupe de NGC 4123 (7 galaxies), le groupe de NGC 4261 (13 galaxies), le groupe de NGC 4235 (29 galaxies), le groupe de M88 (13 galaxies, M88 = NGC 4501), le groupe de NGC 4461 (9 galaxies), le groupe de M61 (32 galaxies, M61 = NGC 4303), le groupe de NGC 4442 (13 galaxies), le groupe de M87 (96 galaxies, M87 = NGC 4486), le groupe de M49 (127 galaxies, M49 = NGC 4472), le groupe de NGC 4535 (14 galaxies) et le groupe de NGC 4753 (15 galaxies). Ces onze groupes font partie de l'amas de la Vierge et ils renferment 396 galaxies. Certaines galaxies de la liste de Mahtessian ne figurent cependant dans aucun des groupes de Garcia et vice versa.